# Síťový segment
Síťový segment (anglicky network segment) je část počítačové sítě, jehož rozsah a povaha závisí na konkrétní technologii sítě, nejčastěji je to taková část sítě, která je dostupná pomocí protokolu linkové vrstvy a MAC adresy.

## Ethernet
Podle standardu IEEE pro Ethernet, je síťový segment elektrické propojení mezi síťovými zařízeními (kartami).
V původních variantě 10Base5 sítě Ethernet odpovídá segment jednomu kusu koaxiálního kabelu a všem zařízením k němu připojeným. U 10Base2 je tento „jeden“ kabel složen z více kusů; může obsahovat pouze odbočky (T-konektory) na připojení počítačů, ne aktivní prvky. U těchto starších variant sítě Ethernet může být (při dodržení pravidla 5-4-3) propojeno více síťových segmentů pomocí opakovačů (anglicky repeater) a tvořit jednu kolizní doménu.
U moderních sítí Ethernet používajících kabely s kroucenou dvoulinkou odpovídá definice IEEE jedinému úseku kabelu a oběma zařízením k němu připojeným (například počítač a repeater, hub nebo switch, nebo dva repeatery, huby, switche).
Z výše uvedené definice vyplývá, že v síti, která používá repeatery a huby je možné mít více síťových segmentů v jedné kolizní doméně. I v těchto sítích Ethernet se však termín síťový segment někdy používá jako synonymum pro kolizní doménu.

## Token ring
Všechny koncové stanice připojené k jedné přístupové jednotce k médiu (anglicky Media Access Unit) sítě token ring patří do jednoho síťového segmentu.

## Token bus
Všechny koncové stanice připojené ke stejné sběrnici token bus patří do jednoho síťového segmentu.

## Ostatní použití
- Termín síťový segment se někdy používá pro označení takové části počítačové sítě, která je dostupná pomocí protokolu linkové vrstvy (např. u Ethernetu kde je možné komunikovat výměnou Ethernetových paketů a používat MAC adresy). V tomto případě je síťový segment synonymem broadcast domény.
- Někdy se síťový segment používá jako označení pro podsíť[4].
- V cizích jazycích se někdy termín síťový segment používá ve smyslu všichni uživatelé sítě Internet používající jeden jazyk, např. ruský Runet nebo kazašský Kaznet.